# Бойовий слід (фільм)
«Бойовий слід» (англ. The Fighting Trail) — американський вестерн режисера Вільяма Дункана 1917 року.

## У ролях
- Вільям Дункан — Джон Гвін
- Керол Голлувей — Нан
- Джордж Голт
- Джо Раян
- Волтер Роджерс
- Фред Барнс
- С. Дженнінгс
- Джордж Кункель
- Отто Ледерер